# Єрмаков Микола Спиридонович
Микола Спиридонович Єрмаков (нар. 7 січня 1927, місто Дорогобуж, тепер Смоленської області, Російська Федерація — 28 березня 1987, місто Москва) — радянський діяч, 1-й секретар Кемеровського обласного комітету КПРС. Член ЦК КПРС у 1986—1987 роках. Депутат Верховної Ради Російської РФСР 9—11-го скликань. Депутат Верховної Ради СРСР 11-го скликання (у 1986—1987 роках).

## Життєпис
Народився в родині робітника. У 1942 році переїхав до міста Сталінська (тепер Новокузнецька). У 1944—1945 роках — технік з обладнання Сталінського заводу № 526 Кемеровської області.
У 1945—1949 роках — учень Сталінського металургійного технікуму Кемеровської області, технік—будівельник за фахом промислове та цивільне будівництво.
У 1949 році — інспектор з технічного нагляду житлово-комунального відділу Сталінського машинобудівного заводу; старший майстер будівельної контори тресту «Куйбишеввугілля».
У 1949—1950 роках — начальник відділу капітального будівництва Сибірського металургійного інституту імені Серго Орджонікідзе.
У 1950 році — старший інспектор відділу капітального будівництва гірничого управління Сталінського металургійного комбінату Кемеровської області.
У 1950—1952 роках — студент Сибірського металургійного інституту імені Серго Орджонікідзе. У 1952 році закінчив інститут, здобув спеціальність гірничого інженера із розробки родовищ корисних копалин.
У 1952—1953 роках — заступник начальника відділу капітального будівництва тресту «Куйбишеввугілля» Кемеровської області. У 1953—1959 роках — головний інженер шахтобудівного управління № 7 тресту «Куйбишеввугілля». У 1959 році — головний інженер Листвянського шахтобудівного управління тресту «Куйбишеввугілля».
У 1959—1964 роках — начальник Листвянського шахтобудівного управління тресту «Куйбишеввугілля» Кемеровської області.
Член КПРС з 1961 року.
У 1964—1966 роках — 1-й секретар Куйбишевського районного комітету КПРС міста Новокузнецька Кемеровської області.
У 1966—1968 роках — секретар, у 1968—1974 роках — 2-й секретар Новокузнецького міського комітету КПРС Кемеровської області.
18 жовтня 1974 — 28 квітня 1983 року — 1-й секретар Новокузнецького міського комітету КПРС Кемеровської області.
13 квітня 1983 — 3 серпня 1984 року — 2-й секретар Кемеровського обласного комітету КПРС.
У 1984—1985 роках — 1-й заступник завідувача відділу важкої промисловості ЦК КПРС.
12 квітня 1985 — 28 березня 1987 року — 1-й секретар Кемеровського обласного комітету КПРС.
Помер 28 березня 1987 року в Москві від раку шлунка. Похований на Редаковському цвинтарі міста Новокузнецька Кемеровської області.

## Нагороди
- орден Леніна (6.01.1987)
- три ордени Трудового Червоного Прапора (1966, 1971, 1974)
- медаль «За доблесну працю. В ознаменування 100-річчя з дня народження Володимира Ілліча Леніна» (1970)
- медаль «Ветеран праці»
- медаль «За особливий внесок у розвиток Кузбасу» I ст. (2001, посмертно)
- медаль «60 років Монгольської народної революції» (Монгольська Народна Республіка)
- медалі
- Почесний громадянин Кемеровської області (посмертно)
- Почесний громадянин міста Новокузнецька (1998, посмертно)
- Премія Ради Міністрів СРСР — за розробку проєкту і будівництво конверторного цеху № 2 Західно-Сибірського металургійного комбінату (1976)